# Distretto di Çatalzeytin
Il distretto di Çatalzeytin (in turco Çatalzeytin ilçesi) è uno dei distretti della provincia di Kastamonu, in Turchia.